# Tyranneau de Cecilia
Phylloscartes ceciliae
Espèce
Statut de conservation UICN

 CR  : 
En danger critique
Le Tyranneau de Cecilia (Phylloscartes ceciliae), aussi appelé Tyranneau à longue queue, est une espèce de passereau de la famille des Tyrannidae.
Son nom est dédié à l'épouse de l'ethozoologiste et ornithologue brésilien  Dante Luiz Martins Teixeira (de).

## Distribution
Cet oiseau vit dans les forêts des hauts plateaux du nord-est du Brésil (Alagoas), entre 400 et 550 m d'altitude.

## Systématique
Cette espèce est monotypique selon la classification de référence du Congrès ornithologique international (version 9.1, 2019).

## Statut de conservation
Selon l'UICN, son aire de répartition est restreinte, sévèrement fragmentée. Le nombre d'individus diminue et il restait en 2017 moins de 250 individus adultes de tyranneau de Cecilia. La liste rouge de l'UICN classe l'espèce comme en danger critique d'extinction (CR).